# Бистрица (Мехединци)
За више информација погледајте чланак: Бистрица
Бистрица (рум. Bistrița) је село у Румунији у жупанији Мехединци, у општини Хинова.

## Положај
Бистрица се налази 262 километара западно од Букурешта, 11 километара од града Дробета-Турну Северин и 86 километара западно од Крајове.

## Демографија
Бистрица је највеће насеље у општини Хинова. Према попису из 2011. године у селу је живело 1.370 становника што је за 25 (1,82%) више у односу на 2002. када је на попису било 1.345 становника.
| Етнички састав према попису из 2011.‍ | Етнички састав према попису из 2011.‍ | Етнички састав према попису из 2011.‍ | Етнички састав према попису из 2011.‍ | Етнички састав према попису из 2011.‍ |
| ------------------------------------ | ------------------------------------ | ------------------------------------ | ------------------------------------ | ------------------------------------ |
|                                      |                                      |                                      |                                      |                                      |
| Румуни                               | Румуни                               |                                      | 1.349                                | 98,47%                               |
| Срби                                 | Срби                                 |                                      | 2                                    | 0,15%                                |
| Роми                                 | Роми                                 |                                      | 1                                    | 0,07%                                |
| Непознато                            | Непознато                            |                                      | 18                                   | 1,31%                                |